# Tin Can Trust
Tin Can Trust è un album dei Los Lobos, pubblicato dalla Shout! Factory Records nell'agosto del 2010.

## Tracce
Brani composti da David Hidalgo e Louie Pérez, tranne dove indicato
1. Burn It Down – 5:11
2. On Main Street – 3:16
3. Yo canto – 2:59 (Cesar Rosas)
4. Tin Can Trust – 4:34
5. Jupiter or the Moon – 4:22
6. Do the Murray – 3:35
7. All My Bridges Burning – 4:52 (Cesar Rosas, Robert Hunter)
8. West L.A. Fadeaway – 7:03 (Jerry Garcia, Robert Hunter)
9. The Lady and the Rose – 4:10
10. Mujer ingrata – 2:45 (Cesar Rosas)
11. 27 Spanishes – 4:37

## Musicisti
- David Hidalgo - chitarre, violino, accordion, percussioni, voce
- Cesar Rosas - chitarre, voce
- Steve Berlin - sassofoni, tastiere
- Conrad Lozano - basso, voce
- Louie Pérez - chitarre, batteria, voce

Musicisti aggiunti 
- Cougar Estrada - batteria, percussioni
- Susan Tedeschi - accompagnamento vocale (brano: Burn It Down)
- Rev. Charles Williams - tastiere (brani: All My Bridges Burning e Yo canto)